# Choker

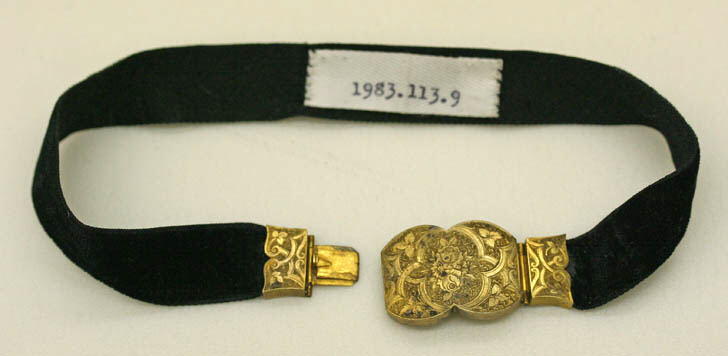
Choker, Seide und Metall, um 1870, Inventar-Nr. 1983.113.9 im Metropolitan Museum of Art, New York

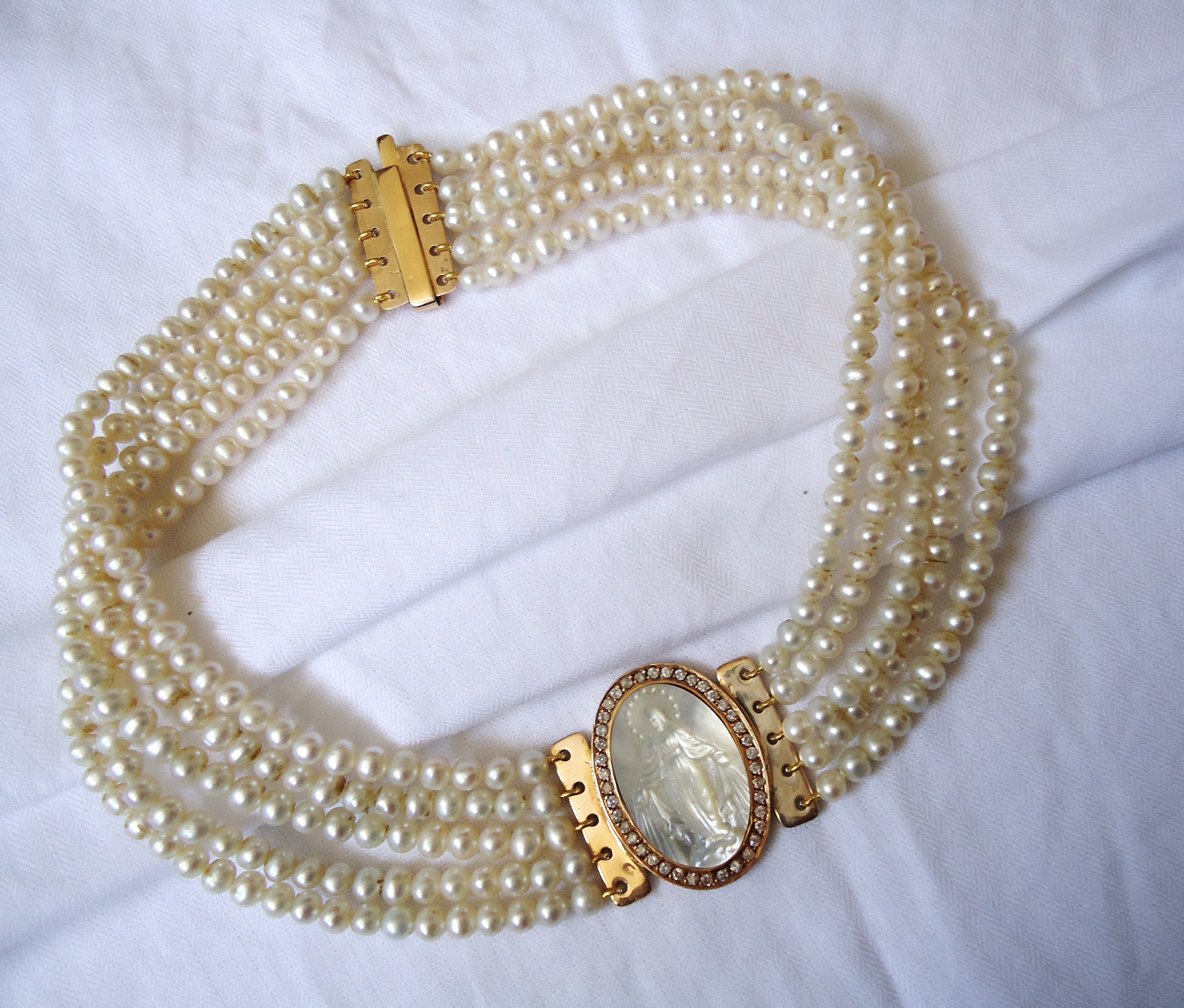
Mauro Cateb: fünfreihiges Perlenhalsband (Choker) mit Medaillon, Gold, Perlen, Diamanten, Anfang 21. Jh., Brasilien.

Der Choker (englisch to choke ‚würgen‘) ist ein eng anliegender Halsschmuck. Seine Länge ist so bemessen, dass er nicht am Halsansatz, sondern ähnlich einem Halsband an der dünnsten Stelle des Halses etwa auf Kehlkopfhöhe aufliegt, ohne nach unten zu rutschen (in den meisten Fällen etwa 40 cm).

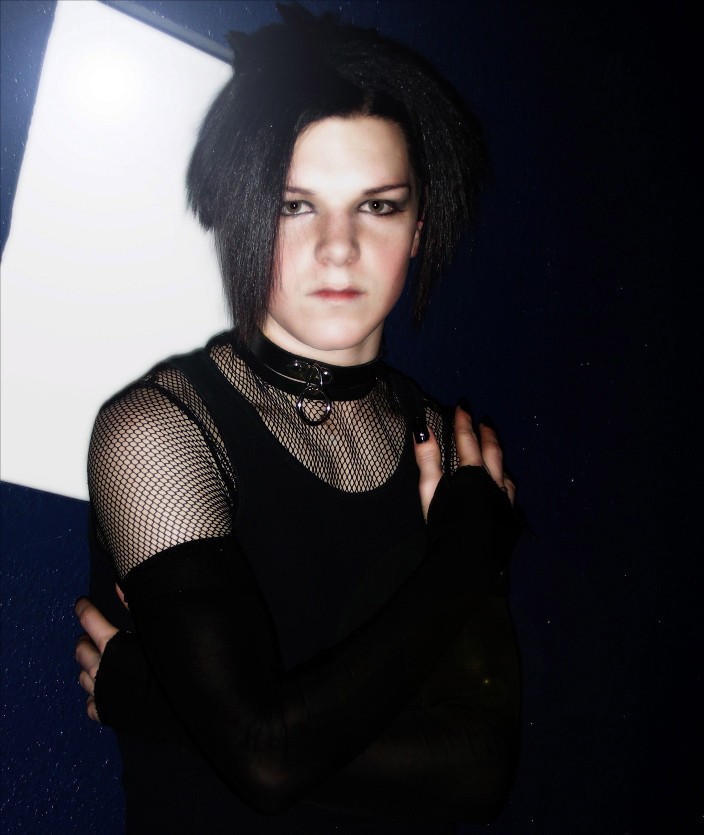
Goth mit Choker

## Geschichte

### Antike
Nach Angaben von Yvonne Markowitz, ehemalige Kuratorin der Schmuckabteilung im Museum of Fine Arts, Boston, wurden um 2500 v. Chr. erste goldene Halsketten von sumerischen Kunsthandwerkern gefertigt. Choker gibt es somit schon seit Jahrtausenden und schmückten bereits die frühesten Zivilisationen der Welt: das alte Ägypten sowie die Sumerer in Mesopotamien. Die oft aus Gold oder Lapislazuli gefertigten Halsketten galten als schützend und ihnen wurden besonderen Kräften nachgesagt.
Auch im ersten Jahrhundert n. Chr. wurden Choker getragen. Im Talmud (Kapitel 6) wurden sie als Schmuckaccessoire für Damen bezeichnet.

### Neuzeit
Halsschmuck, der einem Kropfband sehr ähnlich ist, war das in der Renaissance und im 19. Jahrhundert weit verbreitet.
Ballerinas und die Oberschicht des späten 19. Jahrhunderts trugen häufig verschiedene Arten von Chokern. Zur gleichen Zeit, im späten 19. Jahrhundert, war jedoch ein schlichtes, dünnes, rotes oder schwarzes Halsband mit der Prostitution verbunden, wie in dem Gemälde Olympia von Édouard Manet (1861) zu sehen.
Um 1900 erreicht die Mode für breite Choker ihren Höhepunkt, was zum Teil darauf zurückzuführen war, dass Alexandra von Dänemark, die Königin von Großbritannien einen solchen trug, um eine kleine Narbe zu verbergen. Bis in die 20er Jahre und erneut in den 40er Jahren waren Choker als „Colliers de chien“, zu deutsch Hundehalsband bekannt. Dabei handelte es sich um luxuriöse Halsbänder mit Diamanten, Perlen, Spitzen und Samt, die als Objekte der Elite angesehen wurden. Sie wurden maßgefertigt um sich perfekt an den Hals anzupassen.
In Bayern trägt man Choker oftmals auch zur Tracht, hierbei wird er allerdings Kropfband genannt und ist oftmals ein Samtband mit Perlenbesatz oder Broschen.

### Moderne Mode
Im heutigen Modeerscheinen findet man den Choker auch als ein dehnbares Halsband aus Netz oder geflochtenen dehnbaren Materialien in verschiedenen Farben.
Aus Leder und mit einem vorne angebrachten Ring der O waren Choker zunächst im BDSM-Bereich und in der Gothic-Kultur häufig zu sehen, bis sich entsprechende Modelle auch in der Mainstream-Mode etablierten.
In den letzten Jahren waren Choker bei einer Reihe von Prominenten beliebt, darunter Gwyneth Paltrow, die einen Choker zur Oscar-Verleihung 1999 trug. Oder Paris Hilton, die 2002 einen drei Zentimeter breiten Choker aus reinen Swarovski Kristallen um den Hals trug.
Seit 2010 wurde der Choker auch bei Transgender-Frauen zu einem beliebten Modeaccessoire, nicht nur, weil es mit Weiblichkeit assoziiert wird, sondern auch, weil es den Adamsapfel verbergen kann, ohne dass eine Trachealrasur erforderlich ist.

## Material
Das Schmuckstück bestand in früheren Zeiten oft aus einer einreihigen Kette aus Perlen oder gleich großen Kugeln, des Öfteren auch mit einem großen Schmuckstein. Heute sind Choker in diversen Farben, Formen und Materialien erhältlich.